# Myristica teijsmannii
Myristica teijsmannii là một loài thực vật thuộc họ Myristicaceae. Đây là loài đặc hữu của Indonesia. Chúng hiện đang bị đe dọa vì mất môi trường sống.